# فتح تونس (1569)
كان فتح تونس في 1569 حملة قادها أولوج علي باشا للاستيلاء على المدينة.
انطلق بكلربك الجزائر، أولوج علي باشا، في حملة باتجاه تونس من 5300 تركي و6000 فارس من القبايل من إمارة كوكو وسلطنة بني عباس في 1569.
واجه أولوج علي السلطان الحفصي في باجة، غرب تونس ، وهزمه أولوج علي في معركة وفتح تونس دون أن يتكبد أي خسائر كبيرة. أُجبر مولاي أبو العباس أحمد على اللجوء إلى حصن لاغوليتا الإسباني في خليج تونس.
تمكنت القوات المسيحية من استعادة تونس في 1573. لكن القوات العثمانية بقيادة أولوج علي استولت تونس مرة أخرى في 1574.